# Франсіско Ґіль де Табоада
Франсіско Ґіль де Табоада-і-де Лемос-і-Вілья Марін (ісп. Francisco Gil de Taboada y de Lemos y Villa Marín; 24 вересня 1733–1809) — іспанський морський офіцер і колоніальний чиновник, віце-король Нової Гранади 1789 року, віце-король Перу від 1790 до 1796 року. Після повернення на батьківщину був членом урядової хунти, а також головнокомандувачем іспанського флоту.

## Біографія
У віці 16 років Франсіско де Табоада став членом ордена госпітальєрів. 27 жовтня 1752 року вступив кадетом на службу до королівського військово-морського флоту, ходив Середземним морем, а також в Атлантику й Тихий океан. 1770 року отримав звання командора, а 1776 — звання капітана.
Від 5 січня 1774 до 1 лютого 1777 року займав пост губернатора Мальвінських островів. 17 лютого 1779 року став капітаном нещодавно створеної компанії гардемаринів у департаменті Ферроль. У січні 1789 року був призначений на посаду віце-короля Нової Гранади, на той час він уже командував ескадрою.
Його врядування в Боготі виявилось нетривалим (лише півроку), після чого зайняв пост віце-короля Перу. Уже на новій посаді Франсіско де Табоада провів адміністративну реформу, заохочував розвиток місцевого мистецтва, а також організовував різні дослідницькі експедиції. За його правління в Лімі було засновано Академію мистецтв. Одночасно він був затятим роялістом і прибічником абсолютної монархії, активно боровся проти поширення революційних ідей, що походили з Франції, тому заборонив у Перу прийняття Декларації прав людини і громадянина.
Також за його врядування в Перу було засновано анатомічний центр і лікарню. За пропозицією віце-короля було проведено перший перепис населення в Перу.
Після звільнення з посади й повернення на батьківщину Франсіско де Табоада був притягнутий до судового розслідування у справі стану фінансів у колонії за час його перебування у владі, що було звичайною практикою після відставки колоніальних чиновників високого рангу. Вердикт було винесено на користь колишнього віце-короля.
1799 року де Табоада був призначений на пост головнокомандувача флоту, який займав до 1807.
Після приходу до влади короля Фернандо VII Франсіско де Табоада ввійшов до складу створеної урядової хунти, та залишався в її складі після вторгнення Наполеона.
Після того, як іспанський трон зайняв старший брат Наполеона Жозеф Бонапарт, від уже вісімдесятирічного де Табоади зажадали присягнути на вірність новому королю, але той відмовився. 1809 року Франсіско Ґиль де Табоада помер.